# Алтынемель (село)
Алтынемель (Алтынэмель, каз. Алтынемел) — село в Кербулакском районе Жетысуской области Казахстана. Административный центр Алтынемельского сельского округа. Код КАТО — 194633100. Расположено в урочище Кошентоган в предгорьях Джунгарского Алатау, в верховьях рек Байгазы и Дос, берущих начало с гор Алтынэмель и Матай. В Алтынемеле провел последние годы своей жизни (1855—1865) Ч. Валиханов, здесь же он и похоронен. В связи с 150-летием со дня рождения учёного в 1985 году в селе был открыт историко-мемориальный музей.

## Население
В 1999 году население села составляло 1031 человек (511 мужчин и 520 женщин). По данным переписи 2009 года, в селе проживало 1040 человек (504 мужчины и 536 женщин).